# Pomocy! To banda Kudłacza
Pomocy! To banda Kudłacza! (ang. Help!… It’s the Hair Bear Bunch!) – amerykański serial animowany, wyprodukowany w 1971 roku przez studio Hanna-Barbera.
Opowiada o trzech misiach z zoo, szukających lepszych warunków do życia. Każdej nocy przechytrzają dozorcę i jego pomocnika, szukając zabawy.
Serial był emitowany na kanale Boomerang.

## Bohaterowie
- Kudłacz – przywódca bandy, jest pomysłowy, to on głównie wymyśla plany ucieczki z zoo, zawsze wyrabia się z kłopotów. Często broni pana Złośnika przed Inspektorem w zamian za jakieś korzyści. W wersji polskiej dubbinguje go Paweł Szczesny.
- Drągal – jest silny, dużo je, posiada niewidzialny motor. W wersji polskiej dubbinguje go Sławomir Pacek.
- Bubi – niski, śmieszny i pomysłowy, ma swoje laboratorium.
- Złośnik – dozorca zoo, jest zły, wybacza zawsze ale nie zapomina, łatwo go wnerwić, często poluje na bandę Kudłacza.
- Głup – pomocnik Złośnika, duży i gruby, ale mało inteligentny, często powtarza słowa Złośnika. Największym jego marzeniem jest awans. Choć często sprawia wrażenie głupiego zdarzają mu się momenty kiedy faktycznie myśli np. w odc. „Niepospolity miś” gdy Złośnik mówi, że Kudłacz nie jest taki zły Głup odpowiada „nie ufam mu”.
- Inspektor – szef Złośnika, wpada czasem do zoo na kontrolę, Kudłacz często mówi wtedy o swym dozorcy pochlebne rzeczy, aby wybronić go przed gniewem Inspektora.

Ponadto w zoo mieszkają m.in. goryl Bananek, lew, słoń, kret.

## Wersja polska
Opracowanie i udźwiękowienie wersji polskiej: Studio Sonica

Reżyseria: Miriam Aleksandrowicz

Dialogi polskie:
- Miriam Aleksandrowicz (odc. 1-2, 10-12),
- Wojciech Szymański (odc. 3-5, 9, 13-14),
- Joanna Kuryłko (odc. 6-8),
- Anna Całczyńska (odc. 15-16)

Dźwięk i montaż: Agnieszka Stankowska

Organizacja produkcji:
- Aleksandra Dobrowolska (odc. 1-8, 16),
- Katarzyna Grochowska (odc. 9-15)

W rolach głównych:
- Paweł Szczesny – Kudłacz
- Sławomir Pacek – Drągal
- Jan Aleksandrowicz – Bubi
- Robert Kibalski – Złośnik
- Dariusz Odija – Głup
- Aleksander Wysocki – Naczelnik
- Miriam Aleksandrowicz
- Janusz Wituch
- Andrzej Hausner
- Anna Apostolakis
- Wojciech Szymański

Lektor: Radosław Popłonikowski

## Spis odcinków
| N/o            | Polski tytuł                      | Angielski tytuł                      |
| -------------- | --------------------------------- | ------------------------------------ |
|                |                                   |                                      |
| SERIA PIERWSZA |                                   |                                      |
|                |                                   |                                      |
| 01             | Odzyskaj swojego strażnika        | Keep the Keeper                      |
|                |                                   |                                      |
| 02             | Niepospolity miś                  | Rare Bear Bungle                     |
|                |                                   |                                      |
| 03             | Loteria fantowa                   | Raffle Ruckus                        |
|                |                                   |                                      |
| 04             | Ślubne podchody                   | Bridal Boo Boo                       |
|                |                                   |                                      |
| 05             | Nie ma to jak w domu              | No Space Like Home                   |
|                |                                   |                                      |
| 06             | Chory z miłości                   | Love Bug Bungle                      |
|                |                                   |                                      |
| 07             | Do zobaczenia później             | I’ll Zoo You Later                   |
|                |                                   |                                      |
| 08             | Szopka z arką                     | Ark Lark                             |
|                |                                   |                                      |
| 09             | Ukryty skarb                      | Gobs of Gobaloons                    |
|                |                                   |                                      |
| 10             | Pandemonium z pandą               | Panda Pandemonium                    |
|                |                                   |                                      |
| 11             | Zamknięty system telewizyjny      | Closed Circuit TV                    |
|                |                                   |                                      |
| 12             | Miś, który przyszedł na kolację   | The Bear Who Came to Dinner          |
|                |                                   |                                      |
| 13             | Nieznośny Złośnik                 | Unbearably Peevly                    |
|                |                                   |                                      |
| 14             | Złotowłosa i trzy misie           | Goldilocks and the Three Bears       |
|                |                                   |                                      |
| 15             | Kulinarny żarcik                  | The Diet Caper                       |
|                |                                   |                                      |
| 16             | Kling Klong kontra Potwór w Masce | Kling Klong versus The Masked Marvel |
|                |                                   |                                      |